# HiSky
HiSky es una aerolínea de bajo coste moldava con sede en Chisináu, Moldavia, y su base principal es el Aeropuerto Internacional de Chisináu.
HiSky Europe es una aerolínea de bajo coste rumana con sede en Bucarest, Rumanía, cuya base principal se encuentra en el Aeropuerto Internacional de Bucarest-Henri Coandă y sus bases secundarias se encuentran en el Aeropuerto de Cluj Napoca y el Aeropuerto de Timișoara Traian Vuia.

## Historia
El director ejecutivo de la empresa, Iulian Scorpan, es un ex piloto de Air Moldova.
En febrero de 2020, las autoridades de aviación moldavas declararon que HiSky no había obtenido un certificado de operador aéreo debido a irregularidades encontradas durante el proceso de certificación, y que se había iniciado una investigación. Uno de los problemas observados es que Cobrex Trans, la aerolínea que se suponía que operaría los Airbus A320 en nombre de HiSky, aún no tiene este tipo de aeronave en su flota. Según la Autoridad de Aviación Civil de la República de Moldavia, a 12 de mayo de 2020 HiSky todavía no tenía licencia para operaciones comerciales. Al mismo tiempo, la compañía ofrecía billetes para vuelos con origen en Chisinau a través de su propio sitio web. La aerolínea había declarado entonces sus planes de lanzar vuelos en julio con dos aviones de la familia Airbus A320 de Air Lease Corporation.
HiSky se vio obligada a retrasar el lanzamiento de sus rutas varias veces a raíz de la pandemia de COVID-19. A partir del 18 de septiembre de 2020, la aerolínea eliminó por completo su programa planificado. Sin embargo, el 11 de diciembre de 2020, la aerolínea obtuvo el certificado operativo en Rumanía y el 19 de febrero de 2021 la aerolínea obtuvo el certificado operativo en Moldavia.
El 22 de febrero de 2021, la aerolínea anunció que comenzaría a volar a Dublín y Lisboa desde su primer centro en Cluj-Napoca, Rumanía. A partir del 28 de abril de 2021, HiSky Airlines lanzó nuevos vuelos desde Chisinau a París, desde París y Frankfurt a Baia Mare, desde el 29 de abril desde Dublín a Iasi, desde el 1 de mayo desde Frankfurt a Satu Mare y desde Chisinau a Frankfurt.

## Destinos
| Países         | Destinos           | Aeropuertos                                         | Notas              |
| -------------- | ------------------ | --------------------------------------------------- | ------------------ |
| Alemania       | Düsseldorf         | Aeropuerto Internacional de Düsseldorf              |                    |
| Alemania       | Fráncfort del Meno | Aeropuerto de Fráncfort del Meno                    |                    |
| Alemania       | Hamburgo           | Aeropuerto de Hamburgo                              |                    |
| Bélgica        | Bruselas           | Aeropuerto de Bruselas                              |                    |
| Chipre         | Lárnaca            | Aeropuerto Internacional de Lárnaca                 |                    |
| Egipto         | Hurgada            | Aeropuerto Internacional de Hurghada                | Chárter estacional |
| Egipto         | Sharm el-Sheij     | Aeropuerto Internacional de Sharm el-Sheij          | Chárter estacional |
| España         | Barcelona          | Aeropuerto Josep Tarradellas Barcelona-El Prat      |                    |
| España         | Málaga             | Aeropuerto de Málaga-Costa del Sol                  | Estacional         |
| España         | Palma de Mallorca  | Aeropuerto de Palma de Mallorca                     | Chárter estacional |
| Estados Unidos | Nueva York         | Aeropuerto Internacional John F. Kennedy            |                    |
| Francia        | Beauvais           | Aeropuerto de Beauvais-Tillé                        | Focus city         |
| Francia        | Burdeos            | Aeropuerto de Burdeos-Mérignac                      |                    |
| Francia        | París              | Aeropuerto de París-Charles de Gaulle               |                    |
| Irlanda        | Dublín             | Aeropuerto de Dublín                                | Focus city         |
| Israel         | Tel Aviv           | Aeropuerto Internacional Ben Gurión                 |                    |
| Italia         | Bérgamo            | Aeropuerto de Bérgamo-Orio al Serio                 |                    |
| Italia         | Venecia            | Aeropuerto Internacional Marco Polo                 |                    |
| Marruecos      | Agadir             | Aeropuerto de Agadir-Al Massira                     | Chárter estacional |
| Moldavia       | Chisináu           | Aeropuerto Internacional de Chisináu                | HUB principal      |
| Rumania        | Baia Mare          | Aeropuerto Internacional de Maramures               |                    |
| Rumania        | Brașov             | Aeropuerto de Brașov-Ghimbav                        | Chárter estacional |
| Rumania        | Bucarest           | Aeropuerto Internacional de Bucarest-Henri Coandă   | HUB principal      |
| Rumania        | Cluj-Napoca        | Aeropuerto de Cluj-Napoca                           | HUB secundario     |
| Rumania        | Constanza          | Aeropuerto Internacional Mihail Kogălniceanu        | Chárter estacional |
| Rumania        | Iași               | Aeropuerto Internacional de Iași                    |                    |
| Rumania        | Oradea             | Aeropuerto Internacional de Oradea                  | Chárter estacional |
| Rumania        | Satu Mare          | Aeropuerto Internacional de Satu Mare               | Chárter estacional |
| Rumania        | Timișoara          | Aeropuerto Internacional de Timișoara Traian Vuia   | HUB secundario     |
| Túnez          | Monastir           | Aeropuerto Internacional de Monastir-Habib Burguiba | Chárter estacional |
| Turquía        | Antalya            | Aeropuerto de Antalya                               | Chárter estacional |
| Turquía        | Estambul           | Aeropuerto de Estambul                              |                    |
| Reino Unido    | Londres            | Aeropuerto de Londres-Stansted                      |                    |

## Flota
En la actualidad, HiSky opera las siguientes aeronaves:
| Aeronaves   | En servicio | Pedidos | Pasajeros                                          | Pasajeros                                          | Pasajeros                                          | Matrículas                                         | Antigüedad                                         |
| Aeronaves   | En servicio | Pedidos | C                                                  | Y                                                  | Total                                              | Matrículas                                         | Antigüedad                                         |
| ----------- | ----------- | ------- | -------------------------------------------------- | -------------------------------------------------- | -------------------------------------------------- | -------------------------------------------------- | -------------------------------------------------- |
| Airbus A319 | 1           | —       | —                                                  | 144                                                | 144                                                | ER-SKY                                             | 20,8 años                                          |
| Total       | 1           | —       | Edad media de la flota (agosto de 2025): 20,8 años | Edad media de la flota (agosto de 2025): 20,8 años | Edad media de la flota (agosto de 2025): 20,8 años | Edad media de la flota (agosto de 2025): 20,8 años | Edad media de la flota (agosto de 2025): 20,8 años |

Por su parte, HiSky Europe opera la siguiente flota de aviones:
| Aeronaves       | En servicio | Pedidos | Pasajeros                                         | Pasajeros                                         | Pasajeros                                         | Matrículas                                        | Antigüedad                                        | Notas                                             |
| Aeronaves       | En servicio | Pedidos | C                                                 | Y                                                 | Total                                             | Matrículas                                        | Antigüedad                                        | Notas                                             |
| --------------- | ----------- | ------- | ------------------------------------------------- | ------------------------------------------------- | ------------------------------------------------- | ------------------------------------------------- | ------------------------------------------------- | ------------------------------------------------- |
| Airbus A320-200 | 4           | —       | —                                                 | 180                                               | 180                                               | YR-SKY                                            | 14,8 años                                         |                                                   |
| Airbus A320-200 | 4           | —       | —                                                 | 180                                               | 180                                               | YR-BEE                                            | 11,1 años                                         |                                                   |
| Airbus A320-200 | 4           | —       | —                                                 | 180                                               | 180                                               | YR-SUN                                            | 10,9 años                                         |                                                   |
| Airbus A320-200 | 4           | —       | —                                                 | 180                                               | 180                                               | YR-JOY                                            | 10,4 años                                         |                                                   |
| Airbus A321neo  | 2           | —       | —                                                 | 220                                               | 220                                               | YR-WOW                                            | 2,5 años                                          |                                                   |
| Airbus A321neo  | 2           | —       | —                                                 | 220                                               | 220                                               | YR-WIN                                            | 2,4 años                                          | Estacionado en BBU en 2025.                       |
| Airbus A330-200 | 1           | —       | 24                                                | 250                                               | 274                                               | YR-KID                                            | 15,1 años                                         |                                                   |
| Total           | 7           | —       | Edad media de la flota (agosto de 2025): 9,6 años | Edad media de la flota (agosto de 2025): 9,6 años | Edad media de la flota (agosto de 2025): 9,6 años | Edad media de la flota (agosto de 2025): 9,6 años | Edad media de la flota (agosto de 2025): 9,6 años | Edad media de la flota (agosto de 2025): 9,6 años |